# Dora Malko
Dora (Dorota) Malko, z domu Tauman (ur. 31 marca 1920, zm. 5 listopada 2010 w Konstancinie-Jeziornie) – polska muzyk, pedagog i metodyk nauczania.

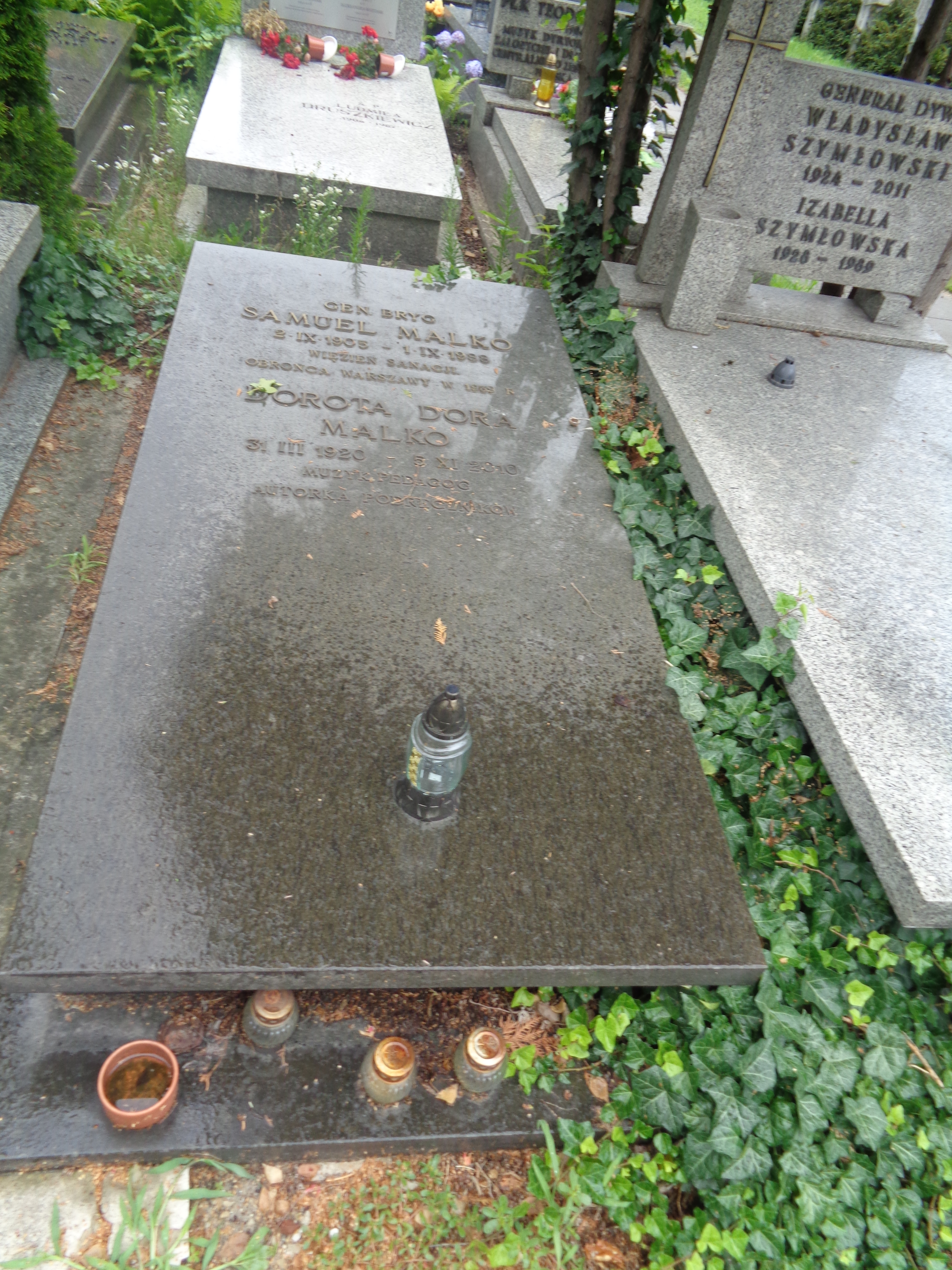
Grób Dory i Samuela Malko na Cmentarzu Wojskowym na Powązkach

Wywodziła się z rodziny żydowskiej. Okres II wojny światowej spędziła w Związku Radzieckim. Absolwentka Konserwatorium Muzycznego w Warszawie. Autorka lub współautorka programów nauczania muzyki w szkołach oraz licznych podręczników do nauki muzyki. 
Pochowana 15 listopada 2010 na Cmentarzu Wojskowym na Powązkach w Warszawie (kwatera C4, rząd 1, grób 2). Jej mężem był Samuel Malko (1905–1988), generał brygady LWP, z którym miała dwóch synów.